# عوجه التوبه
عوجه التوبه (به عربی: عوجة التوبة) یک روستا در سوریه است که در ناحیه قلعه المضیق واقع شده‌است. عوجه التوبه ۵۴۰ نفر جمعیت دارد.